# The Big Shakedown
The Big Shakedown is een film uit 1934 onder regie van John Francis Dillon. De film is gebaseerd op het verhaal Cut Rate van Samuel G. Engel.

## Verhaal
Nick Barnes is een voormalige smokkelaar die de apotheker uit de buurt Jimmy Morrell er toe dwingt drugs te maken. Het geld dat Jimmy hiermee verdient geeft hem de mogelijkheid te trouwen met Norma, de medewerkster van de apotheek. Norma vertelt aan Jimmy dat hij moet stoppen met zijn handel, maar Barnes gebruikt fysiek geweld als Jimmy hier naar vraagt. Ondertussen is Norma zwanger en moet ze naar het ziekenhuis voor een onverwachte bevalling.

## Rolverdeling
| Acteur          | Personage        |
| --------------- | ---------------- |
| Charles Farrell | Jimmy Morrell    |
| Bette Davis     | Norma Nelson     |
| Ricardo Cortez  | Dutch Barnes     |
| Glenda Farrell  | Lily 'Lil' Duran |
| Allen Jenkins   | Lefty            |
| Henry O'Neill   | Mr. Sheffner     |